# Coccophagoides singularis
Coccophagoides singularis är en stekelart som beskrevs av Girault 1915. Coccophagoides singularis ingår i släktet Coccophagoides och familjen växtlussteklar. Inga underarter finns listade i Catalogue of Life.